# Liste der denkmalgeschützten Objekte in Westendorf (Tirol)
Die Liste der denkmalgeschützten Objekte in Westendorf enthält die denkmalgeschützten, unbeweglichen Objekte der Gemeinde Westendorf.

## Denkmäler
| Foto |                 | Denkmal | Standort                                     | Beschreibung | Metadaten |
| ---- | --------------- | --- | -------------------------------------------- | --- | --- |
| ja   | Datei hochladen | Friedhofskapelle, Josefs-Kapelle HERIS-ID: 92632 Objekt-ID: 107575 TKK: 10688                                         | bei Bergliftstraße 3 Standort KG: Westendorf | Die kleine, schräg in die Friedhofsmauer eingefügte, gemauerte Kapelle mit dreiseitigem Schluss und über dem Chor abgewalmtem Satteldach liegt an der Südwestecke der alten Friedhofsmauer. Sie ist kartografisch 1855 dokumentiert. An der Stirnseite befindet sich eine segmentbogige Türe mit neuem Eisengitter, der umlaufende Sockel hat Rauputz. | BDA-Hist.: Q37760367 Status: § 2a Stand der BDA-Liste: 2025-06-30 Name: Friedhofskapelle, Josefs-Kapelle GstNr.: .1                                                                             |
| ja   | Datei hochladen | Kath. Pfarrkirche hl. Nikolaus und Friedhof HERIS-ID: 59753 Objekt-ID: 71323 TKK: 10687, 60700, 10688, …              | bei Dorfplatz 2 Standort KG: Westendorf      | → Hauptartikel : Pfarrkirche Westendorf (Tirol) f1 | BDA-Hist.: Q2083291 Status: § 2a Stand der BDA-Liste: 2025-06-30 Name: Kath. Pfarrkirche hl. Nikolaus und Friedhof GstNr.: .1 Röm.-kath. Pfarrkirche zum Heiligen Nikolaus in Westendorf, Tyrol |
| ja   | Datei hochladen | Bauernhofanlage Obermannhart HERIS-ID: 92627 Objekt-ID: 107570 TKK: 10670, 60691seit 2019                             | Dorfstraße 102 Standort KG: Westendorf       | | BDA-Hist.: Q105646652 Status: Bescheid Stand der BDA-Liste: 2025-06-30 Name: Bauernhofanlage Obermannhart GstNr.: 61/8, .35/1                                                                   |
| ja   | Datei hochladen | Ahornau-Kapelle HERIS-ID: 91957 Objekt-ID: 106848 TKK: 60733                                                          | Hinterwindau Standort KG: Westendorf         | Die auf Bruchsteinfundament gezimmerte und außen verschindelte Kapelle mit dreiseitigem Schluss stammt aus der ersten Hälfte des 20. Jahrhunderts. An der Stirnseite befindet sich eine Rechtecktüre, an den Traufseiten sowie an den Schrägwänden des Chores je ein Rechteckfenster. Das blechgedeckte Satteldach ist über dem Chor abgewalmt und trägt einen blechverkleideten Dachreiter mit angeschiftem Zeltdach. Das Innere wird von einer hölzernen Flachtonne überwölbt. | BDA-Hist.: Q37757270 Status: § 2a Stand der BDA-Liste: 2025-06-30 Name: Ahornau-Kapelle GstNr.: 4022/2 Ahornaukapelle                                                                           |
| ja   | Datei hochladen | Einhof Boar HERIS-ID: 91959 TKK: 10646seit 2021                                                                       | Moosen 155 Standort KG: Westendorf           | Die Hofstelle ist als Turner (Dräxl) in Moosen bereits vor 1500 dokumentiert, die Besitzergeschichte seit 1548 archivalisch belegt. Der zweigeschoßige, quergeteilte Einhof mit Mittelflurgrundriss wurde im 17. Jahrhundert errichtet, das Dach inschriftlich 1869 angehoben (die Firstpfette entsprechend datiert) und im 20. Jahrhundert teils renoviert. Der Wohnteil ist nördlich der Haustüre sowie an der nördlichen Traufseite im Erdgeschoß gemauert, der Rest ist in Blockbauweise mit Kopfstrickverband gezimmert. Im Obergeschoß befindet sich ein über die Stirn- und die südliche Traufseite umlaufender Söller mit einer Freitreppe an der nördlichen Traufseite. Der Giebelsöller geht über die volle Fassadenbreite. Der Hof ist mit einem flachen Satteldach gedeckt. Der Wirtschaftstrakt befindet sich im Erdgeschoß (Stall) und ist gemauert, das Obergeschoß (Heulege) ist in Ständerbauweise mit senkrechter Bretterverschalung gezimmert. | BDA-Hist.: Q107704511 Status: Bescheid Stand der BDA-Liste: 2025-06-30 Name: Einhof Boar GstNr.: 495/1 Einhof Boar, Westendorf, Tyrol                                                           |
| ja   | Datei hochladen | Kapelle Hl. Kreuz, Stocker-Marter-Kapelle HERIS-ID: 91960 Objekt-ID: 106851 TKK: 10532seit 2019                       | neben Mühltal 50 Standort KG: Westendorf     | Die gemauerte, einjochige Kapelle in neugotischen Formen mit leicht eingezogenem, fünfseitig schließendem Chor, Giebelreiter und schindelgedecktem, über dem Chor abgewalmtem Satteldach wurde 1866 erbaut. An der Stirnseite befindet sich ein spitzbogiges Portal mit gefaster Laibung und gotisierender, zweiflügeliger Holztür, flankiert von zwei Putzfialen. Zwei seitliche rundbogige Nischen beherbergen Skulpturen der hll. Florian und Lukas. Der gesamte Außenbau ist reich durch Putzverzierungen (einfache Faschen, Rundbogenfries, Pilaster, Fensterrahmungen) gegliedert. Der Innenraum wird von einer Spitztonne auf umlaufendem Gesims überwölbt, die Wände sind durch Putzpilaster und -faschen gegliedert. Der Chorbereich ist durch den spitzen Chorbogen ausgeschieden und mit einfachen Kappen gewölbt, die einen gemalten Sternenhimmel auf blauem Grund zeigen.                                                                           | BDA-Hist.: Q105646642 Status: Bescheid Stand der BDA-Liste: 2025-06-30 Name: Kapelle Hl. Kreuz, Stocker-Marter-Kapelle GstNr.: .43/5                                                            |
| ja   | Datei hochladen | Lourdeskapelle HERIS-ID: 92633 Objekt-ID: 107576 TKK: 10694                                                           | bei Pfarrgasse 2 Standort KG: Westendorf     | Die große, gemauerte, neugotische Lourdeskapelle mit eingezogenem Polygonalchor wurde 1895 errichtet. Der Bau hat einen umlaufenden Sockel und eine breite Hohlkehle unter dem Dachansatz. Er ist durch genutete Strebepfeiler gegliedert, die am Langhaus zwei- und am Chor einstufig sind. An der Stirnseite befindet sich ein spitzbogiges Portal mit rechteckig schließender Doppelflügeltüre und dreipassförmiger Oberlichte im Bogenfeld, darüber im Giebelfeld ein Kreisfenster mit ebenfalls dreipassförmigem Einsatz. An den Traufseiten je zwei spitzbogige Fenster. Der einjochige Betraum ist mit einem Kreuzgratgewölbe überwölbt und ornamental ausgemalt. Vor dem spitzen Chorbogen ein Holzgitter, im Chor die Lourdesgrotte. Die Betbänke haben neugotisch geschnitzte Wangen. | BDA-Hist.: Q37760376 Status: § 2a Stand der BDA-Liste: 2025-06-30 Name: Lourdeskapelle GstNr.: .1 Lourdeskapelle, Friedhof Westendorf                                                           |
| ja   | Datei hochladen | Friedhofsummauerung mit Nischenbildstöcken und Wirtschaftsgebäude HERIS-ID: 92638 Objekt-ID: 107581 TKK: 60700, 60701 | bei Pfarrgasse 2 Standort KG: Westendorf     | Die Ummauerung des alten Friedhofes hat sich an der West- und an der Ostseite teilweise erhalten. Die einfachen Mauern des 18. und 19. Jahrhunderts tragen erneuerte, vorkragende Verdachungen. In die Mauer sind zwei Nischenbildstöcke eingefügt. Die südlichen Friedhofserweiterungen des 20. Jahrhunderts sind auch teilweise ummauert. Im Bereich der Aufbahrungshalle in der südöstlichen Ecke gibt es ein schmiedeeisernes Tor. | BDA-Hist.: Q37760407 Status: § 2a Stand der BDA-Liste: 2025-06-30 Name: Friedhofsummauerung mit Nischenbildstöcken und Wirtschaftsgebäude GstNr.: .1, 59/1, 58/3, 58/10                         |
| ja   | Datei hochladen | Kriegerdenkmal HERIS-ID: 92636 Objekt-ID: 107579 TKK: 10698                                                           | bei Pfarrgasse 4 Standort KG: Westendorf     | Das dreiteilige Kriegerdenkmal wurde 1980 errichtet. Im Mittelteil ein Sockel mit eingefügten Namenstafeln, darauf ist eine rechteckige Steinplatte mit zwei eingefügten, rundbogig schließenden Reliefs von Hans Kaltenegger mit Kriegsszenen aufgesetzt, dazwischen erhebt sich ein gedrungenes Marmorkreuz. Schräg seitlich ist je eine weitere, rechteckige Steinplatte mit eingefügter Namenstafel angefügt. | BDA-Hist.: Q37760397 Status: § 2a Stand der BDA-Liste: 2025-06-30 Name: Kriegerdenkmal GstNr.: .2/1                                                                                             |
| ja   | Datei hochladen | Jordan-Kapelle HERIS-ID: 92615 Objekt-ID: 107558 TKK: 60803                                                           | Salvenberg Standort KG: Westendorf           | Die kleine, offene Barockquellkapelle mit steilem Satteldach und Putzfaschengliederung stammt aus dem 18. Jahrhundert und liegt am alten Wallfahrtsweg von Brixen über die Filzalm zur Salve. Die Wände der tonnengewölbten, grottenartigen Nische sind mit Schiefer- und Tuffsteinen verkleidet. | BDA-Hist.: Q37760328 Status: § 2a Stand der BDA-Liste: 2025-06-30 Name: Jordan-Kapelle GstNr.: 526 Jordankapelle, Westendorf, Tyrol                                                             |
| ja   | Datei hochladen | Wallfahrtskapelle zum hl. Johann auf der Hohen Salve, Salvenkirchl HERIS-ID: 55851 Objekt-ID: 64729 TKK: 10516        | bei Salvenberg 59 Standort KG: Westendorf    | Die Kirche wurde 1589 erstmals urkundlich erwähnt, der heutige gemauerte, zweijochige Bau mit eingezogener Rundapsis und Südturm stammt von 1641. 1972 wurde nach Plänen von Clemens Holzmeister ein hölzerner Vorbau angefügt, der in Höhe und Breite direkt an die Kapelle anschließt. Dieser ist gemeinsam mit der nördlichen Traufseite der Kapelle und der Südseite des Turmes durchgehend verschindelt. Der Innenraum ist mit einer leichten Spitztonne mit Stichkappen überwölbt, der Chorbogen ist ebenfalls spitz. Am geschnitzten Hochaltar von 1666 befinden sich Statuen des hl. Johannes des Täufers und des hl. Bartholomäus. | BDA-Hist.: Q1610609 Status: § 2a Stand der BDA-Liste: 2025-06-30 Name: Wallfahrtskapelle zum hl. Johann auf der Hohen Salve, Salvenkirchl GstNr.: .94 Salvenkirchl                              |